# Gasthaus zum Schatten

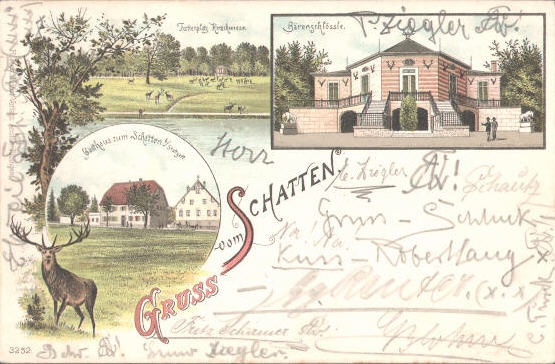
Ansichtskarte, um 1900

Das Gasthaus zum Schatten, heute Waldhotel Schatten, in der Magstadter Straße 2-4 in Stuttgart-Vaihingen ist ein alter Gastronomiebetrieb.
Das ursprüngliche Haus stammt aus dem Jahr 1783 und steht heute unter Denkmalschutz. Einen zweiten Gasthof gleichen Namens, in dem das literarische Schattenkränzchen, dem etwa Ludwig Uhland angehörte, tagte, gab es in der Stuttgarter Innenstadt; die beiden Lokale hatten jedoch wohl nichts miteinander zu tun.
Um 1900 wurde der Gasthof gemeinsam mit dem Bärenschlössle auf Ansichtskarten gezeigt. Später wurde weniger Wert auf die ländliche Idylle gelegt, sondern der Standort des Hauses direkt an der S-Kurve der Rennstrecke Solitude in den Vordergrund gestellt. Etliche Rennfahrer nächtigten im „Schatten“. In der 
Solitudebar des Hauses sind noch Gegenstände aus dieser Zeit zu sehen. Heute wird der „Schatten“ als relexa Waldhotel Schatten hauptsächlich für Tagungen genutzt.